# Deathloop
A Deathloop egy 2021-es első személyű lövöldözős videojáték, amelyet az Arkane Lyon fejlesztett ki és a Bethesda Softworks adott ki. A játék szeptember 14.-én jelent meg Microsoft Windows operációs rendszerre, valamint PlayStation 5-höz exkluzív időzített konzolként. A kritikusok általában kedvező kritikákat kapott, akik dicsérték a művészi dizájnt és a játékmenetet. A Deathloop elnyerte a legjobb játékrendezés és a legjobb művészeti rendezés díjat a 2021-es The Game Awards-on.

## Játékmenet
A Deathloop-ban a játékos Colt, egy időhurokban ragadt bérgyilkos szerepét ölti magára, akinek azt a feladatot kapta, hogy éjfél előtt vigyen el nyolc célpontot, úgynevezett Visionary-t a szigeten, mivel ha még egyet is életben hagyunk, az időhurok visszaállítását és visszavonását eredményezi. munkája. Továbbá, ha Colt meghal, mielőtt kiveszi a nyolc célpontot, a hurok elején felébred. A játékos a lopakodó, parkour, támadási készségek, fegyverek, kütyük és képességek kombinációját használja, mint az Arkane korábbi Dishonored és Prey játékaiban, hogy mozogjon a játékvilágban. El kell kerülniük vagy ki kell venniük az őröket, meg kell tanulniuk Colt célpontjainak mintáit, és ki kell találniuk a megfelelő sorrendet az említett célpontok fegyverekkel, közelharci támadásokkal vagy más környezeti eszközökkel történő elpusztítására.
Az időhurok a Deathloop-ban nem szigorúan időzített, és célja, hogy több időt és szabadságot biztosítson a játékosoknak, hogy egy hurok alatt kivegyék ezt a nyolc célpontot. Minden nap négy időszakra van felosztva (reggel, dél, délután és este), és a sziget négy kerülete (Updaam, Karl's Bay, Fristad Rock és The Complex) közötti mozgás idővel halad előre. Egy adott körzetben az emberek rutinjai attól függően változnak, hogy a játékos melyik napszakban lép be, és a játékos tevékenységei az egyik körzetben hatással lehetnek a többi körzetben zajló rutinokra.
A játék többszereplős aspektussal is rendelkezik, amelyben a játékos Julianna, az időhurok védelmével megbízott ügynök szerepét is betöltheti, és Coltot kiszabadíthatja. Amikor a játékos elfoglalja ezt a szerepet, egy véletlenszerű játékos játékába lép, és megzavarhatja a játékukat. A többjátékos rész opcionális, és a játékosok megakadályozhatják, hogy mások átvegyék Julianna szerepét a játékukban, ehelyett egy számítógép által vezérelt ellenfélre bízzák, hogy megpróbálja megállítani Coltot.

## Szinopszis

### Elhelyezés
Az 1960-as években játszódó Deathloop egyetlen ismétlődő nap során játszódik a szubarktikus Blackreef szigeten. Az először 1931-ben feltérképezett Blackreef eredetileg egy kis halásztelepülésnek és egy katonai bázisnak ad otthont, ahol kísérleteket végeztek a helyi időbeli anomáliákkal kapcsolatban. Jelenleg az AEON Program tulajdonában van, amelyet Egor Sterling tudós alapított, hogy kiaknázza a sziget egyedülálló tulajdonságait, és halhatatlanságot szerezzen egy végtelen időhurokban élve. Sterling nyolc másik különc és tehetséges egyént vonzott az ügyéhez, a Látnokokat, és rengeteg fiatal, fanatikus követőt, akiket örökérvényűnek hívnak, és akik elkötelezettek a szolgálatukban. Az időhuroknak köszönhetően az AEON Program tagjai egy véget nem érő bulit tarthatnak, ahol bármit megtehetnek, anélkül, hogy félnének a következményektől, hiszen a hurok éjfélkor visszaáll, és mindenkit visszaállít az eredeti állapotába, emlék nélkül. előző nap.
A hurok természetes áramlását két látnok zavarja meg: Colt Vahn és Julianna Blake. Julianna immunis az időhurok memóriatörlésére, és minden nap figyelmezteti Blackreef összes lakosát, hogy Colt elárulta az AEON Programot, és meg akarja szakítani a hurkot, ami miatt mindenki vadászni kezd rá. Colt fejleszti azt a képességet, hogy megőrizze az előző napok emlékeit is, és így képes megtanulni a látnokok és az örökkévalók viselkedését és mintáit. A hurok megszakításához Coltnak egy nap alatt meg kell gyilkolnia a másik nyolc Látnokot, köztük Juliannát is, mivel a látnokok élete fenntartja a hurkot, ami lehetővé teszi, hogy az éjfélkor is újrainduljon, mivel mindannyian egy időben halnak meg. hurok destabilizálódását eredményezi.

### Karakterek
A Deathloop központi szereplői a kilenc Látnok:
- Colt Vahn (hangja Jason E. Kelley) – Az AEON Program előző biztonsági vezetője, aki megpróbálja megtörni a hurkot és megszökni Blackreeftől.
- Julianna Blake (hangja: Ozioma Akagha) – az AEON levéltárosa és új biztonsági vezetője, aki folyamatosan Colt-ra vadászik.
- Egor Sterling (hangja Josh Zuckerman) - Az AEON Program alapítója és magát "áltudósnak" nevező.
- Dr. Wenjie Evans (hangja Erika Ishii) – az AEON vezető tudósa és az időhurkot generáló Loop gép építője.
- Harriet Morse (hangja: Marcela Lentz-Pope) - Az örökérvényűek kultuszának vezetője.
- Ramblin' Frank Spicer (Andrew Lewis Caldwell hangja) – Egy korábbi maffiózóból aspiráns rocksztár lett, és Blackreef egyetlen rádióműsorának házigazdája.
- Charlie Montague (voiced by Khoi Dao) - A brilliant yet sadistic game designer and AEON's Head of Entertainment.
- Fia Zborowska (Cherami Leigh hangja) – kísérletező művész és drogos, aki szereti a robbanóanyagokat.
- Aleksis "The Wolf" Dorsey (voiced by H. Michael Croner) - AEON's hard-partying Financial Backer.

### Cselekmény
Colt Vahn felébred egy álomból, amelyben egy ismeretlen nő gyilkolja meg, akiről később kiderült, hogy ő a biztonsági főnök, Julianna Blake, és hirtelen másnaposan ébred fel a tengerparton, és nem emlékszik sem önmagára, sem arra, hogy hol van. Üzenetekből és találkozásokból azonban útmutatást kap önmaga alternatív változataitól, és arra utasítja őt, hogy szakítsa meg a csapdába esett időhurkot. Ennek érdekében meg kell ölnie mind a nyolc látnokot, mielőtt a nap végén az időhurokba kerülne. Bonyolítja a helyzetet Julianna Blake, aki figyelmezteti a Látnokokat és követőiket, az Eternalistákat Colt tervére, és üldözésre szólít fel. Julianna is gúnyolja Coltot, hogy megpróbálja megtörni a hurkot, bár azon dolgozik, hogy megállítsa őt. Hamarosan Colt rájön, hogy a sziget többi lakójával ellentétben képessé vált arra, hogy megőrizze emlékeit körökön keresztül, így jobban tervezhet és felkészülhet végső céljára, a hurok megszakítására. Azt is megtudja, hogy Julianna a jelek szerint az emlékeit is megőrzi a hurkokon keresztül.
While Colt is able to come up with a plan to kill seven of the Visionaries, Julianna remains the most elusive, choosing to hide in the Loop, the structure that powers Blackreef's time loops. The only way to reach the Loop is to use an abandoned rocket plane left behind by the military, so Colt begins investigating all of the old bunkers littered across the island. He eventually comes to learn that he was one of the members of Operation Horizon, the original military expedition to Blackreef decades earlier, but was accidentally sent into the future due to an experiment gone awry. Colt then joined the AEON Program in hopes of finding a way to travel back to the past and reunite with his girlfriend Lila. However, as a consequence of being sent to the future, he discovers that Julianna is in fact his daughter. Colt manages to activate the rocket plane and reach the Loop, where he confronts Julianna directly. Julianna claims that things started to go wrong when Colt, having had second thoughts about the AEON Program, started murdering her in every loop in an effort to free her from it. Julianna eventually grew to hate Colt and began to retaliate, culminating in her starting to hunt him in every loop. Julianna then presents Colt with a choice: kill her and break the loop to suffer whatever uncertain future occurs afterwards, or spare her so they can continue living eternally through the loops.
- Ha Colt úgy dönt, hogy megöli Juliannát, és öngyilkosságot követ el, hogy megtörje a hurkot, újra felébred a tengerparton, Julianna pedig fegyverrel tartja a kezében. Úgy dönt, megkíméli őt, és eltűnik, így egyedül kell szembenéznie a bizonytalan jövővel.
- Ha Colt úgy dönt, hogy megöli Juliannát, de nem hajlandó öngyilkos lenni, a hurok a szokásos módon visszaáll.
- If Colt chooses to spare Julianna, they become friends and cooperate with each other to hunt the other inhabitants of Blackreef for fun.

## Fejlesztés és kiadás
A Deathloopot elsősorban az Arkane Studios fejlesztette ki a franciaországi lyoni telephelyükön. A játék igazgatója, Dinga Bakaba úgy jellemezte a játékot, mint egy "fordított Cluedo"-t, egy gyilkos rejtvényt, amelyet a játékosnak meg kell találnia, hogyan kell megoldania egyetlen tökéletes futásban, miután sok korábbi futamot elbukott. A játék célja, hogy segítse a játékost abban, hogy minden egyes futással megtanulja a rejtvényhez szükséges darabokat, de szükségük volt a kiszámíthatatlanság elemére, hogy kihívást jelentsen. Míg a jelenlegi mesterséges intelligencia (AI) a videojátékokban hihető viselkedéshez vezethet, a mesterséges intelligencia általában nélkülözi a meglepő lépéseket. Ez oda vezetett, hogy behozták a második online játékost, aki Juliannát irányította, hogy véletlenszerűen befolyásolja a játékos játékát, amit Arkane is felfedezett a kiadatlan The Crossing címében. A Deathloop offline is játszható.
A Deathloop a Dishonored sorozat és a Prey elemeit egyaránt ötvözi. Azt akarták, hogy a képességek széles skáláját biztosítsák a játékosnak, hogy megpróbálják teljesíteni a "tökéletes hurkot", amelyek közül sok a Dishonored és a Prey képességeit tükrözi. Míg a játék lehetővé teszi a játékos számára a lopakodó és a kapcsolódó képességek használatát, mint a Dishonored-ben, hogy csendesen mozoghasson, a Deathloop nem teszi lehetővé a nem játékos karakterek nem halálos eltávolítását, mivel Arkane felismerte, hogy az ellenség megölése vagy leigázása nehezítette a játékosokat. Becstelenül. Bakaba szerint ezek a lopakodó képességek továbbra is összeláncolhatók más képességekkel, hogy Colt úgy harcoljon, mint John Wick. A Julianna karakter hasonló képességekkel rendelkezik, amelyek közül sok közelebb áll a Prey képességekhez, például képes utánozni a játék bármely karakterét, beleértve a Coltot is, és így beavatkozhat olyan tevékenységekbe, mint például a játékos elrántása a valódi célponttól. mimika vagy úgy, hogy Colt-másodpéldánynak adja ki magát valamelyik célpont előtt, hogy így zavart keltsen.
A Blackreef játék helyszíne a Skyfallban látható Feröer-szigeteken és a Skót Felföldön alapul, és a Swinging Sixties stílusai és Guy Ritchie The Man from Uncle című korszakának ábrázolására használt megközelítés ihlette. Annak elkerülése érdekében, hogy a játék látványvilága túl közel legyen a Dishonoredhez, olyan filmekben használt színhasználatból vettek jelzéseket, mint a High Plains Drifter és a Point Blank, élénk színekkel és dizájnnal, hogy végtelen bulihangulatot biztosítsanak a szigetnek. A játékban a sziget titkait felfedő óriásplakátokat az Élnek című filmből rajzolták ki. Az időutazáson és az időhurok-fájlokon kívül, mint például a Groundhog Day, az Edge of Tomorrow és a Vissza a jövőbe trilógia, a játékra hatással volt a La Colle című francia vígjáték és a Negyedik dimenzió című film. Az olyan filmek, mint a The Running Man, a The Warriors, a Wicker Man, a Under the Volcano és a Dark City ihletet merítettek a játék cselekményéhez: egy magányos ember egy rejtélyt próbál megoldani egy elszigetelt helyen, miközben mások üldözik. Colt megjelenése nagymértékben merített Denzel Washington karakteréből a The Book of Eli-ben, míg motívumai a Menekülés New Yorkból Snake Plissken karakterére, valamint a James Bond-sorozat által ihletett kütyükre épültek. A párbeszéd Quentin Tarantino filmjein alapult, különös tekintettel Colt és Julianna interakciójára.
A Deathloop a korábban a Dishonored 2-ben használt Arkane Void Engine-t használja, amely az id Tech motoron alapul.
A Deathloop a 2019-es E3-on mutatkozott be. A Sony PlayStation 5 eseményén, 2020 júniusában is bemutatták, megerősítve, hogy a játék 2020 végén, időzített konzol-exkluzív kiadásként jelenik meg PlayStation 5-ön a Windows kiadás mellett. 2020 augusztusában bejelentették, hogy a játékot 2021 második negyedévére halasztották, mivel a fejlesztést befolyásolta a COVID-19 világjárványra adott kormányzati válasz. A vállalat később bejelentette, hogy a Deathloop kiadását 2021. május 21-én tervezi. Körülbelül egy hónappal a tervezett májusi megjelenés előtt az Arkane 2021. szeptember 14-ig halasztotta a kiadást, és kijelentette, hogy „ezt a többletidőt arra fogják használni, hogy elérjük célunkat: egy szórakoztató, stílusos és lebilincselő játékos élmény."
2020. szeptember 21-én a Bethesda Softworks anyavállalata, a ZeniMax Media és a Microsoft bejelentette, hogy a Microsoft meg kívánja vásárolni a ZeniMaxot és stúdióit, köztük az Arkane-t is, 7,5 milliárd dollárért, a stúdiókat az Xbox Game Studios részeként beépítve, és az eladás március 9-én zárul le. 2021. Az Xbox Game Studios vezetője, Phil Spencer azt mondta, hogy ez a megállapodás nem érinti a Deathloop platform-exkluzív megjelenését a PlayStation 5-ön, és a játék egy évig exkluzív marad ott, mielőtt más konzolokra is megjelenne.

## Fogadtatás
| Összegzőoldal | Értékelés        |
| ------------- | ---------------- |
| Metacritic    | PC: 87% PS5: 88% |

| Szerző         | Értékelés |
| -------------- | --------- |
| Destructoid    | 9/10      |
| Easy Allies    | 8/10      |
| EGM            | [ 5 ]     |
| Game Informer  | 9/10      |
| GameSpot       | 10/10     |
| GamesRadar+    | [ 8 ]     |
| Hardcore Gamer | [ 9 ]     |
| IGN            | 10/10     |
| PC Gamer (US)  | 89%       |
| PCGamesN       | 10/10     |
| Push Square    | 8/10      |
| Shacknews      | 9/10      |
| VG247          | [ 15 ]    |
| VideoGamer.com | 8/10      |

A Metacritic kritikusok szerint a Deathloop "általában kedvező kritikákat" kapott a kritikusoktól.
In a review for Wired, Gabriel Solis wrote that the game's "profound meditation on time" kept him engaged in the game. Ars Technica criticized the invasion mechanic in Deathloop, feeling that Juliana had "no interesting strategies" to use against the other player. Eurogamer enjoyed the art style, feeling it built upon the foundations of Dishonored; comparing it to "an upper cruster's carnival with heady overtones of Tarantino and Wolfenstein".

### Eladások
A Deathloop volt a 18. legtöbbet letöltött játék a PlayStation Store-ban 2021-ben az Egyesült Államokban és Kanadában.

### Díjak és elismerések
| Év                              | Díj                                                               | Kategória | Eredmény      | Ref |
| ------------------------------- | ----------------------------------------------------------------- | --------- | ------------- | --- |
| 2021                            |                                                                   |           |               |     |
| Golden Joystick Awards 2021     | Legjobb Multiplayer Játék                                         | Jelölve   | [ 20 ] [ 21 ] |     |
| Golden Joystick Awards 2021     | Legjobb Előadó (Jason Kelley mint Colt Vahn)                      | Jelölve   | [ 20 ] [ 21 ] |     |
| Golden Joystick Awards 2021     | Legjobb Előadó (Ozioma Akagha mint Juliana Blake)                 | Jelölve   | [ 20 ] [ 21 ] |     |
| Golden Joystick Awards 2021     | Az év PlayStation játéka                                          | Jelölve   | [ 20 ] [ 21 ] |     |
| Golden Joystick Awards 2021     | Az év végső játéka                                                | Jelölve   | [ 20 ] [ 21 ] |     |
| Golden Joystick Awards 2021     | Critics Choice Award                                              | Elnyerte  | [ 20 ] [ 21 ] |     |
| A Játék Díjak 2021              | Az Év játéka                                                      | Jelölve   | [ 22 ]        |     |
| A Játék Díjak 2021              | A Legjobb Játékirány                                              | Elnyerte  | [ 22 ]        |     |
| A Játék Díjak 2021              | Legjobb Elbeszélés                                                | Jelölve   | [ 22 ]        |     |
| A Játék Díjak 2021              | Legjobb Művészeti Rendezés                                        | Elnyerte  | [ 22 ]        |     |
| A Játék Díjak 2021              | Legjobb Kotta és zene                                             | Jelölve   | [ 22 ]        |     |
| A Játék Díjak 2021              | Legjobb Audio Design                                              | Jelölve   | [ 22 ]        |     |
| A Játék Díjak 2021              | Legjobb Teljesítmény (Jason Kelley mint Colt Vahn)                | Jelölve   | [ 22 ]        |     |
| A Játék Díjak 2021              | Legjobb Teljesítmény (Ozioma Akagha mint Juliana Blake)           | Jelölve   | [ 22 ]        |     |
| A Játék Díjak 2021              | Legjobb Akciójáték                                                | Jelölve   | [ 22 ]        |     |
| 2022                            |                                                                   |           |               |     |
| Game Developers Choice Awards   | Legjobb Hang                                                      | Jelölve   | [ 23 ] [ 24 ] |     |
| Game Developers Choice Awards   | Innovációs Díj                                                    | Jelölve   | [ 23 ] [ 24 ] |     |
| Game Developers Choice Awards   | Legjobb Elbeszélés                                                | Jelölve   | [ 23 ] [ 24 ] |     |
| Game Developers Choice Awards   | Legjobb Vizuális Művészet                                         | Jelölve   | [ 23 ] [ 24 ] |     |
| Game Developers Choice Awards   | Az Év játéka                                                      | Jelölve   | [ 23 ] [ 24 ] |     |
| D. I. C. E. Díjak               | Kiemelkedő teljesítmény az animációban                            | Jelölve   | [ 25 ]        |     |
| D. I. C. E. Díjak               | Kiemelkedő eredmény a művészeti irányításban                      | Jelölve   | [ 25 ]        |     |
| D. I. C. E. Díjak               | Kiemelkedő teljesítmény a karakterben (Colt Vahn)                 | Jelölve   | [ 25 ]        |     |
| D. I. C. E. Díjak               | Kiemelkedő teljesítmény az eredeti zeneszerzésben                 | Jelölve   | [ 25 ]        |     |
| D. I. C. E. Díjak               | Az év akciójátéka                                                 | Jelölve   | [ 25 ]        |     |
| D. I. C. E. Díjak               | Kiemelkedő teljesítmény a Játéktervezésben                        | Jelölve   | [ 25 ]        |     |
| D. I. C. E. Díjak               | Kiemelkedő teljesítmény a játék irányában                         | Elnyerte  | [ 25 ]        |     |
| D. I. C. E. Díjak               | Az Év játéka                                                      | Jelölve   | [ 25 ]        |     |
| P .. Gases Díjak                | Legjobb Játék                                                     | Elnyerte  | [ 26 ]        |     |
| P .. Gases Díjak                | Legjobb Művészi Design                                            | Elnyerte  | [ 26 ]        |     |
| P .. Gases Díjak                | Legjobb Sound Design                                              | Jelölve   | [ 26 ]        |     |
| P .. Gases Díjak                | Legjobb Narratív Design                                           | Jelölve   | [ 26 ]        |     |
| P .. Gases Díjak                | A Legjobb Játéktervezés                                           | Elnyerte  | [ 26 ]        |     |
| P .. Gases Díjak                | A Legjobb Játék Beállítása                                        | Elnyerte  | [ 26 ]        |     |
| P .. Gases Díjak                | Közönségdíj                                                       | Elnyerte  | [ 26 ]        |     |
| 18. Brit Akadémia játékok díjai | Legjobb Játék                                                     | Jelölve   | [ 27 ] [ 28 ] |     |
| 18. Brit Akadémia játékok díjai | Audio Teljesítmény                                                | Jelölve   | [ 27 ] [ 28 ] |     |
| 18. Brit Akadémia játékok díjai | Játék Tervezés                                                    | Jelölve   | [ 27 ] [ 28 ] |     |
| 18. Brit Akadémia játékok díjai | Zene                                                              | Jelölve   | [ 27 ] [ 28 ] |     |
| 18. Brit Akadémia játékok díjai | Eredeti Ingatlan                                                  | Jelölve   | [ 27 ] [ 28 ] |     |
| 18. Brit Akadémia játékok díjai | Az Év Játéka                                                      | Jelölve   | [ 27 ] [ 28 ] |     |
| 18. Brit Akadémia játékok díjai | Előadó vezető szerepet tölt be (Jason Kelley mint Colt Vahn)      | Jelölve   | [ 27 ] [ 28 ] |     |
| 18. Brit Akadémia játékok díjai | Előadó vezető szerepet tölt be (Ozioma Akagha mint Juliana Blake) | Jelölve   | [ 27 ] [ 28 ] |     |

## Fordítás
- Ez a szócikk részben vagy egészben  a   Deathloop című angol Wikipédia-szócikk ezen változatának fordításán alapul.  Az eredeti cikk szerkesztőit annak laptörténete sorolja fel. Ez a jelzés csupán a megfogalmazás eredetét és a szerzői jogokat jelzi, nem szolgál a cikkben szereplő információk forrásmegjelöléseként.